# Крупчанське
Крупча́нське — село в Україні, у Марківській селищній громаді Старобільського району Луганської області. Населення становить 202 осіб.